# Ганновер (регион)
Ганновер (нем. Hannover) — район в Германии. Центр района — город Ганновер. Район входит в землю Нижняя Саксония. Занимает площадь 2291 км². Население — 1130,0 тыс. чел. (2010). Плотность населения — 493 человека/км².
Официальный код района — 03 2 41.

## Города и общины
1. Ганновер (520 936)
2. Гарбсен (61 666)
3. Лангенхаген (52 268)
4. Нойштадт (45 158)
5. Лерте (43 241)
6. Вунсторф (41 060)
7. Латцен (40 159)
8. Барзингхаузен (33 613)
9. Зельце (32 806)
10. Бургдорф (29 965)
11. Шпринге (29 294)
12. Ведемарк (29 055)
13. Ронненберг (23 120)
14. Зенде (22 913)
15. Изернхаген (22 836)
16. Бургведель (20 488)
17. Итце (20 162)
18. Хемминген (18 645)
19. Герден (14 570)
20. Веннигзен (14 082)
21. Паттензен (13 938)

(30 июня 2010)